# AR-15
L'AR-15 è un fucile semiautomatico statunitense, sviluppato e prodotto dalla ArmaLite. Il nome sarebbe un acronimo di "Armalite rifle, design 15".
Dopo l'acquisizione dei diritti da parte della Colt's Manufacturing Company, le diciture "AR15" o "AR-15" sono un marchio registrato della Colt, che ne permette l'uso solo per indicare le proprie armi, quindi i modelli costruiti da altre case di produzione devono avere nomi diversi. Da esso è derivato l'M16, prodotto dalla stessa Colt's Manufacturing Company.

## Storia
Il primo prototipo fu concepito da Eugene Stoner, e successivamente sviluppato da Robert Fremont e Jim Sullivan per conto della ArmaLite, realizzato un prototipo concepito per uso militare, modificando il precedente modello AR-10 con l'aggiunta di un selettore di fuoco e di altre piccole innovazioni. Nel 1957, ArmaLite progettò un fucile d'assalto leggero per uso militare e lo designò ArmaLite Rifle-15, o AR-15. L'AR in AR-15 proviene da ArmaLite Rifle; 15 è il 15º modello di carabina ArmaLite prodotto.
Tuttavia, a causa di problemi economici, il progetto fu venduto alla Colt. Da quest'ultima fu modificato, realizzando l'M16 che divenne il fucile d'ordinanza delle forze armate statunitensi.
Attualmente la Colt usa il termine AR-15 per indicare i suoi fucili semiautomatici per uso civile, e per estensione viene usato per indicare armi simili vendute da altri produttori.

## Aspetti tecnici
Gli AR-15 sono tutti fucili leggeri, azionati a gas, alimentati con caricatori e raffreddati ad aria. Generalmente utilizzano munizioni intermedie come la 5,56 × 45 mm NATO e sono costruiti con ampio uso di leghe di alluminio e materiali sintetici. La loro struttura permette di smontare l'arma in due parti principali: la metà inferiore, che comprende il grilletto e il calcio e la metà superiore, che comprende l'otturatore e la canna.
È predisposto principalmente per la cartuccia .223 Remington. È stato prodotto in varie configurazioni, anche non esclusivamente semiautomatiche. 

## Il rilievo nelle cronache
Il fucile è stato utilizzato in diverse stragi negli USA:
- Il diciannovenne Nikolas Cruz il giorno di San Valentino del 2018 per il massacro di diciassette persone alla Marjory Stoneman Douglas High School in Florida
- Il 22 aprile 2018 da Travis Reinking, condannato successivamente a quattro ergastoli, in una sparatoria a Nashville, in Tennessee, che provocò tre feriti e la morte di quattro persone,
- Il 25 maggio 2022, dal diciottenne Salvador Rolando Ramos per il massacro alla  Robb Elementary School di Uvalde, in Texas.
- Il 28 marzo 2023, nell'istituto Convent School di Nashville, Audrey Elizabeth Hale di 28 anni, ha spezzato la vita a tre bambini di 9 anni, la preside, il custode e una supplente e lei stessa rimasta vittima dello scontro a fuoco con la polizia.
- Il 13 luglio 2024, in un comizio elettorale in Pennsylvania, Thomas Matthew Crooks di 20 anni attenta alla vita di Donald Trump (candidato alla presidenza) ferendolo a un orecchio. Prima di essere egli stesso ucciso dalla sicurezza, colpisce anche alcuni civili che stavano assistendo al comizio: un uomo è morto e altri due sono stati feriti gravemente e portati in ospedale.[9]
- Il 4 settembre 2024, nell'Apalachee High School di Winder, Colt Gray di 14 anni, studente di quella scuola, ha ucciso 4 persone (due studenti e due insegnanti) e ne ha ferite nove.[10][11]